# مؤسسة الشارقة للإعلام
مؤسسة حكومية تعنى بتنمية وتطوير القطاع الإعلامي في إمارة الشارقة، تأسست عام 2009.

## الأهداف
تتمثل أهداف المؤسسة في المساهمة بتطوير الكوادر الإعلامية الوطنية القادرة على مواكبة متطلبات العصر التنموية عبر توظيف أفضل الخبرات والتجارب الناجحة للمؤسسات الإعلامية العامة والخاصة في الدولة بالتنسيق مع الجهات المعنية، وتعزيز دور الإعلام خاصة في مجال بناء الأسرة وترابطها، وتطوير الأداء الإعلامي ليقوم على المهنية والتميز والإبداع والحرية المسئولة، والتقيد بأخلاقيات الإعلام دون المساس بحقوق الآخرين، وتعزيز القدرة التنافسية لوسائل الإعلام في الإمارة مع وسائل الإعلام الأخرى، وأي اختصاصات أخرى ترتبط بمجال عمل المؤسسة، بالإضافة إلى أي أعمال أخرى تُناط بها من قبل سمو الحاكم.

## من الأنتاجات
- فتاوى
- أماسي
- أدب وفن
- أخبار الدار
- أخبار التاسعة
- حديث المساء
- الصندوق الأحمر
- طلعة شباب
- في حضرة الكتاب
- الحياة صورة
- الحياة الوان

كما له العديد من البرامج...

## برنامج الخط المباشر
خلال سنته الأولى عبر «تلفزيون الشارقة»، استقبل البرنامج 25 مداخلة مباشرة من صاحب السمو الشيخ الدكتور سلطان بن محمد القاسمي، عضو المجلس الأعلى حاكم الشارقة، موجهاً نصائحه في شتى مجالات وشؤون الحياة. كما استضاف أيضاً أكثر من 26 مسؤولا في الاستديو و896 مسؤولا عبر الهاتف،
كما يعتمد «الخط المباشر» على ابتكار أساليب جديدة للتواصل الفعال مع المسؤولين وصناع القرار، سواء على الهواء مباشرة أو من خلال زيارتهم وإيصال الشكاوى ومناقشة القضايا المطروحة من قبل الجمهور، وإيجاد الطرق المناسبة للوصول إلى حلول مقنعة بسرعة وفعالية بما فيه خدمة المجتمع الإماراتي. ويبث البرنامج، الذي يعدّه ويقدّمه كل من محمد خلف وحسن يعقوب المنصوري ومحمد السويدي، على مدى ساعتين في الواحدة والنصف ظهراً طيلة أيام الأسبوع ما عدا يومي الجمعة والسبت

## برنامج منشد الشارقة الصغير
يمضي البرنامج الذي يقام تحت رعاية صاحب السمو الشيخ الدكتور سلطان بن محمد القاسمي، عضو المجلس الأعلى حاكم الشارقة، صاعداً بمتسابقيه، فمن خلال ثلاث مواسم فقط استطاع البرنامج الذي تقدمه مؤسسة الشارقة للإعلام، إثبات جدارته على الساحة، وأن يتحول سريعاً إلى حلم للكثير من المواهب الصغيرة، الذين امتلأت قلوبهم بعشق فن الإنشاد الهادف، وليتحول البرنامج إلى أكاديمية متكاملة قادرة على رفد الساحة بمواهب تحترف ذلك الفن، وليعكس مدى اهتمام إمارة الشارقة، بأهمية تشجيع الأجيال الجديدة والموهوبة من الطلبة على احتراف مجال الإنشاد، والارتقاء به. البرنامج من تقديم الإعلامي إبراهيم السليس.
وشهد البرنامج تطوراً لافتاً، خلال مواسمه الثلاث من ارتفاع في نسب المتابعة الجماهيرية والمشاركة. ويقول سالم الغيثي، مدير برامج تلفزيون الشارقة: «تمكن (منشد الشارقة الصغير) من إثبات نفسه سريعاً، وأن يجد له مكانة جيدة بين الجمهور، من خلال اهتمامه بكوكبة من الأصوات الصغيرة، ولعل أحد أهم أسرار البرنامج هو تعزيزه لظهور جيل مبدع متذوق للمعاني الراقية